# Аскарате, Ерар
Ерар Дамиан Асакарте Толедано (исп. Yerar Damián Azcárate Toledano; род. 9 февраля 2006) — мексиканский футболист, полузащитник клуба «Пачука».

## Клубная карьера
Асакарте — воспитанник клуба «Пачука».

## Международная карьера
В 2023 году в составе юношеской сборной Мексики Асакарте выиграл юношеском Кубке КОНКАКАФ в Гватемале. На турнире он сыграл в матчах против сборных Сальвадора, США и дважды Панамы. В поединке против панамцев Ерар забил гол.

## Достижения
Международные
 Мексика (до 17)
- Победитель Юношеского кубка КОНКАКАФ — 2023